# Le Sourn
Le Sourn är en kommun i departementet Morbihan i regionen Bretagne i nordvästra Frankrike. Kommunen ligger i kantonen Pontivy som tillhör arrondissementet Pontivy. År 2022 hade Le Sourn 2 128 invånare.

## Befolkningsutveckling
Antalet invånare i kommunen Le Sourn
| Referens: INSEE |